# Ridders van Gratie
Ridders, en Dames, van Gratie is de graad waarin niet adellijke personen, voor zover toegelaten, in een ridderlijke orde worden opgenomen. In sommige Orden is de benaming Ridder van Gratie en Devotie gebruikelijk. Edellieden worden meestal als Ridders van Justitie opgenomen.